# Hieracium acroscepes
Hieracium acroscepes es una especie de planta con flor del género Hieracium, de la familia Asteraceae, orden Asterales.

## Distribución
Hieracium acroscepes se distribuye por Islandia.

## Taxonomía
Fue descrita científicamente por (Omang) Omang. Fue publicada en Löve, Islenzkar Jurtir: 275 (1945).